# Výrobní salám
Výrobní salám je druh českého měkkého salámu, který jednotliví výrobci vyrábějí podle svých vlastních receptur. Většinou se jedná o méně kvalitní výrobek, jehož složení odpovídá i cena. Výrobní salámy od některých výrobců neobsahují žádné kvalitní maso a skládají se ze strojně odděleného drůbežího masa, vepřových kůží a sádla, pitné vody, sóji, škrobu, zahušťovadel, barviv, zvýrazňovačů chuti a jiných přídatných látek. Jiné výrobky sice obsahují hovězí i vepřové maso, ovšem na prvním místě ve složení je pitná voda. Během výroby se všechny suroviny promíchají a uvaří.
Výrobní salám je používán jako jedna ze složek různých salátů (vlašský, pařížský apod.), kde nejsou jeho špatné senzorické vlastnosti tak nápadné. Je také používán jako imitace jiných výrobků, např. šunky v průmyslově vyráběné tzv. šunkové pizze.